# Carl Joseph von Clam-Martinic
Carl Joseph von Clam, seit 2. November 1792 Carl Joseph von Clam-Martinic, auch Karl Josef von Clam-Martinitz (* 1759 oder 6. September 1760 in Linz; † 26. September 1826 in Smeczna), war ein österreichischer Oberstlandkämmerer.

## Leben

### Familie
Carl Joseph von Clam-Martinic entstammte dem Kärntner Geschlecht der Perger.
Er war der einzige Sohn von Johann Gottlieb von Clam (1730–1793) und dessen Ehefrau Caroline Josefa (1731–1793), die Tochter von Carl Josef des Fours (1701–1775).
1791 heiratete er im Stift Břevnov in Prag Gräfin Maria Anna Borita von Martinitz (* 29. Juni 1768 in Prag). Sie war die Tochter des Grafen Franz Karl von Martinitz (* 6. September 1733) und der Gräfin Marie Josefa (* 20. November 1746; geb. von Sternberg) und der letzte Spross dieses alten, 1623 in den Reichsgrafenstand erhobenen Geschlechts. Im Zuge der Heirat erfolgte eine Vereinigung des Besitzes und der Wappen des österreichischen Adelsgeschlechts der Grafen von Clam und des böhmischen Adelsgeschlechts der Grafen von Martinic. Die Familie führte seit dem 2. November 1792 den Namen Clam-Martinic, als eine in Wien erfolgte, erbländisch-österreichische Verleihung. Am 9. November 1792 erfolgte die Erhebung in den böhmischen Herrenstand. Gemeinsam mit seiner Ehefrau begründete er das Adelsgeschlecht Clam-Martinic.
Der Ehe des Carl Joseph von Clam-Martinic entsprangen fünf Kinder, drei Söhne und zwei Töchter. Der älteste Sohn Karl Johann Nepomuk (* 23. Mai 1792; † 29. Januar 1840 in Wien) war k. k. Feldmarschallleutnant (Rang vom 26. November 1837). Er war mit Lady Selina (* 2. Mai 1792; † 29. August 1872 in Ertischowitz im Bezirk Pribram), Tochter des Richard Meade, 2. Graf von Clanwilliam und der Maria Karoline Gräfin von Thun und Hohenstein (* 10. Mai 1769; † 8. August 1800 in Wien), verheiratet. Seine Tochter Gräfin Maria Anna Johanna Theresia Walburge von Clam-Martinitz (1802–1874) war mit dem Freiherrn August Wilhelm von Stillfried und Rathenitz (1806–1897) verheiratet; ihr gemeinsamer Sohn war der Maler und Fotograf Raimund Stillfried von Rathenitz.
1791 erhielt Carl Joseph von Clam-Martinic die Güter in Smeczna. Die Linie Clam-Martinic übernahm auch den alten Familienbesitz Burg Clam, der sich bis heute in ihrem Besitz befindet.
Seine Beisetzung erfolgte in der Clam-Martinic-Gruft in Smeczna.

### Werdegang
Zweimal wurde Carl Joseph von Clam-Martinic von den Ständen des Königreichs Böhmen zum Ausschussbeisitzer des Herrenstandes gewählt.
1805 wurde er als böhmischer Gubernialrat zum Geheimrat ernannt, bevor er 1806 den Staatsdienst verließ, um sich der Erziehung seiner Kinder zu widmen.
Der Kaiser Franz II. ernannte ihn 1820, als Nachfolger des verstorbenen Fürsten Anton Isidor von Lobkowitz (1773–1819), zum Oberstlandkämmerer (siehe Hofamt) in Böhmen. 1824 trat er aus gesundheitlichen Gründen von dem Amt zurück und Franz Josef von Sternberg (1763–1830) folgte ihm als Oberstlandkämmerer.
Als er starb, war er Wirklicher Geheimrat.

## Ehrungen und Auszeichnungen
Anlässlich seines Rücktritts als Oberstlandkämmerer erhielt er 1824 das Kommandeurkreuz des österreichisch-kaiserlicher Leopold-Orden.